# Corrida Internacional de São Silvestre de 1974
A Corrida Internacional de São Silvestre de 1974 foi a 50ª edição da prova de rua, realizada no dia 31 de dezembro de 1974, no centro da cidade de São Paulo, a largada aconteceu as 23h38m, a prova foi de organização da Cásper Líbero e A Gazeta Esportiva.
O vencedor foi o costa-riquenho Rafael Angel Perez, com o tempo de 23m58.

## Percurso
Largada: Largada: Av. Paulista 900 - Edifício Cásper Líbero - Descida pela Brig. L. Antônio. Chegada: Av. Paulista 900 - Edifício Cásper Líbero - Subida pela Rua da Consolação, com 8.900 metros.

## Resultados

#### Masculino
- 1º Rafael Angel Perez (Costa Rica) - 23m58s

### Participações
- Participantes: 197 atletas
- Chegada: 147 atletas.[3]

## Ligações Externas
- Sítio Oficial (em português)